# Pandanus aragoensis
Pandanus aragoensis är en enhjärtbladig växtart som först beskrevs av Adolphe-Théodore Brongniart, och fick sitt nu gällande namn av Hermann Maximilian Carl Ludwig Friedrich zu Solms-Laubach. Pandanus aragoensis ingår i släktet Pandanus och familjen Pandanaceae.
Artens utbredningsområde är Nya Kaledonien. Inga underarter finns listade.